# 恋愛症候群 - その発病及び傾向と対策に関する一考察 -
「恋愛症候群 - その発病及び傾向と対策に関する一考察 -」（れんあいしょうこうぐんそのはつびょうおよびけいこうとたいさくにかんするいちこうさつ）は、シンガーソングライターさだまさしが1985年8月28日に発表したシングルである。

## 解説

### 恋愛症候群 - その発病及び傾向と対策に関する一考察 -
- 本作は1985年6月25日に催されたさだまさしの1,000回記念コンサートに際して制作された1,000回記念の楽曲である。当夜のライブは録音され1985年9月25日に『1000回記念コンサート・ライヴ-'85さだまさし-』としてカセット・テープでのみで[1]リリースされた。本シングルはそのライブの先行発売でもある。
- 歌詩はさだが好んでいる血液型性格分類に基づいたコミカルなものであり、後半はラブ・バラード調になる。
- さだまさし一人のギター弾き語り録音であるため編曲者のクレジットはない。
- イントロにはヨハネス・ブラームスの作曲した「大学祝典序曲」の主題が用いられている。
- アルバム『自分症候群』には本作の替え歌である「もーひとつの恋愛症候群」のおまけシングルが添えられていた[2]。
- コミカルな内容からフジテレビのテレビ番組『オレたちひょうきん族』の「ひょうきんベストテン」で10週連続1位を獲得している（もっとも、その主目的は坂田利夫扮するさだまさしと司会の島田紳助との掛け合いを見せるためのものではあったが）。

### カーテン・コール
- 1985年4月21日にリリースされた、高田みづえのラスト・シングル「チャイナ・ライツ/カーテン・コール」（両A面、この楽曲を最後に高田は歌手業を引退）であり、さだによるセルフ・カバーである。

## 収録曲

### SIDE 1
「恋愛症候群 - その発病及び傾向と対策に関する一考察 -」（作詩・作曲：さだまさし）

### SIDE 2
「カーテン・コール」 （作詩・作曲：さだまさし、編曲：渡辺俊幸）